# Bogusław Adamowicz
Bogusław Michał Adamowicz, mit Pseudonym B. Korda, auch Self, Michał Wrocki oder Piotr Goździelski (* 13. Januar 1870 in Minsk; † 1944) war ein polnischer Schriftsteller, Dichter, Dramaturg und Maler. Seine Dichtung ist von einer pessimistischen Weltsicht geprägt und verbindet unter dem Einfluss von Stanisław Przybyszewski Erotik und Phantastik.

## Leben
Bogusław Adamowicz kam als Sohn von Emeryk Adamowicz und Józefina aus dem Hause Szretter am 13. Januar 1870 in Minsk zur Welt. Seine Schulbildung absolvierte er gegen 1888 am allgemeinbildenden Gymnasium in Minsk. Im Jahre 1893 debütierte er mit den Gedichten Serce und Poeci in „Głos“. Ab 1895 führte er kurzzeitig eine Verlagsbuchhandlung in Minsk, bis er 1897 nach Warschau übersiedelte.
Ab dem Frühjahr 1900 nahm er ein Studium der Malerei in Paris auf und spezialisierte sich in Miniaturmalerei. In den folgenden Jahren publizierte er Gedichte in der in Paris erscheinenden Zeitung „Wolny Głos Polski“. In den Jahren 1902 und 1903 reiste er nach Italien.
Ab 1906 lebte er in Krakau, bis er im Dezember 1910 nach Minsk zurückkehrte, wo er in den Jahren 1918 bis 1920 Redakteur der Zeitung „Goniec Miński“ war. Im Jahre 1914 verweilte er in Kiew und arbeitete bei der Zeitung „Kłosy Ukraińskie“ mit.
Im Sommer 1920 ließ er sich dauerhaft in Warschau nieder, wo er bis zur Zwangsevakuierung nach dem Warschauer Aufstand 1944 lebte.
1927 stellte er seine Bilder in Warschau aus.
Nach der Zwangsevakuierung 1944 verschwand er spurlos.

## Werke

### Malerei
- Portret Zofii Tarnowskiej, Miniatur (Nationalmuseum in Krakau)
- Portret Ignacego Dygasa, 1920, Miniatur, Gouache auf Elfenbein (Theatermuseum in Warschau)